# Фаунтин
Фаунтин (на английски: Fountain) е град в окръг Ел Пасо, щата Колорадо, САЩ. Фаунтин е с население от 15 197 жители (2000) и обща площ от 36,3 km². Намира се на 1690 m надморска височина. ЗИП кодът му е 80817, а телефонният му код е 719.